# Lapscheurse Gat

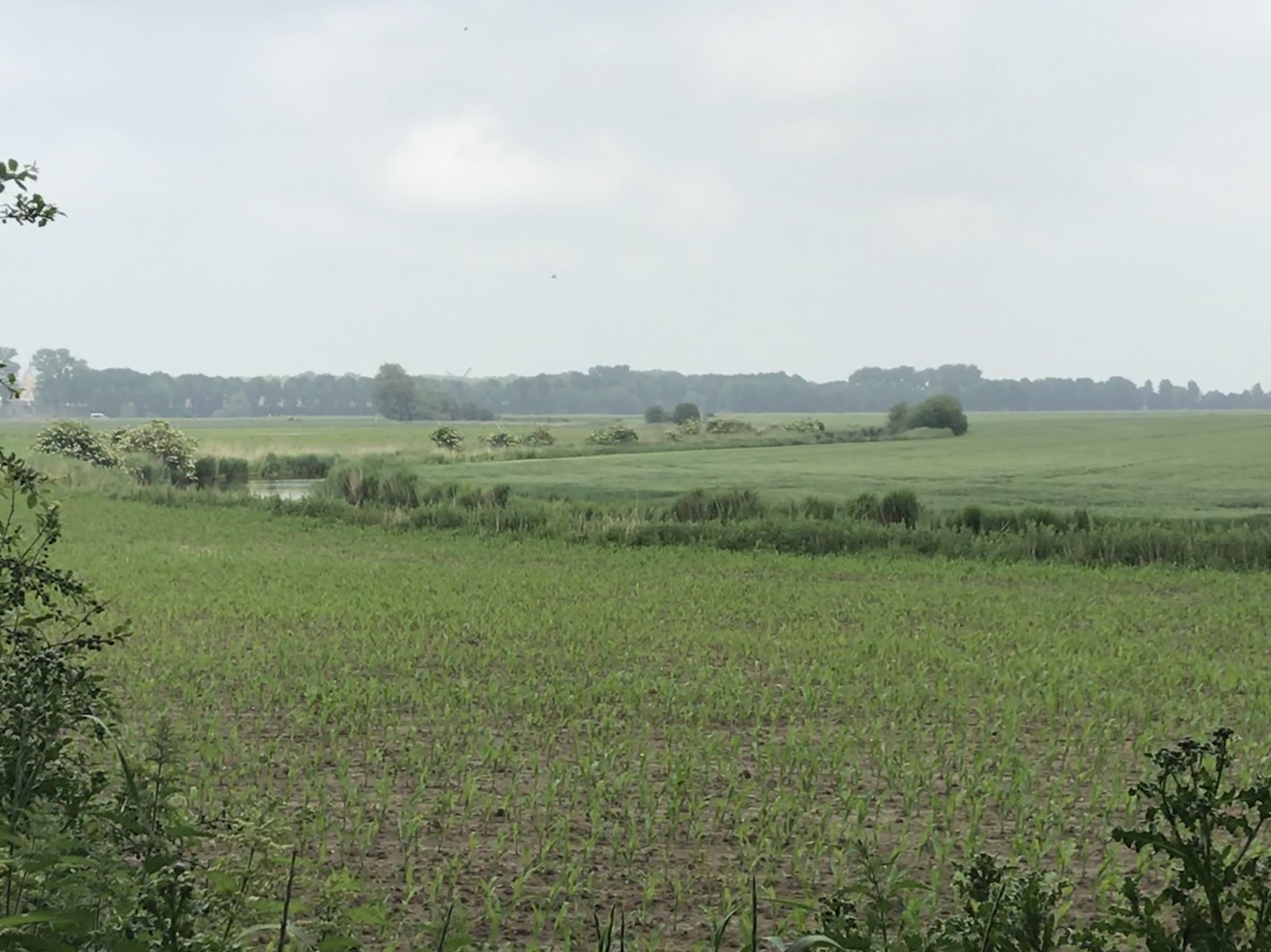
Lapscheurse Gat

Het Lapscheurse Gat is een kreek ten zuiden van Sluis, die ontstaan is ten gevolge van de inundatie van 1583 als een zijarm van het Zwin. De zeegeul liep aanvankelijk tot Heille, maar in 1591 brak ook dáár de dijk door, waarop de geul verder het land indrong tot 1,5 km voorbij Middelburg. Aldus ontstonden de Papenkreek en de Meulekreek. Een zijgeul van het Lapscheursche Gat, de huidige Stierskreek, reikte en reikt tot Aardenburg. Aan de Belgische zijde vindt men nog de Verloren Kreek, ten oosten van het dorp Sint-Rita.
De oorspronkelijke zeearm is de grens gaan vormen tussen de Staatse en Spaanse Nederlanden en vormt tegenwoordig de Belgisch-Nederlandse grens.
Het Lapscheurse Gat, vernoemd naar de nabijgelegen plaats Lapscheure, werd geleidelijk ingepolderd, te beginnen met de Middelburgsche polder en de Papenpolder (1700). In 1739 werd het Lapscheurse Gat afgedamd. De dam bezweek echter om in 1747 definitief van de zee te worden afgesneden door afdamming van het Paswater, de toenmalige haventoegang tot Sluis. Toen werd ook de Lapscheurse Gatpolder ingedijkt.
2 km ten zuidwesten van de stad Sluis ligt, aan de Belgische zijde van het Lapscheurse Gat, de Blauwe Sluis.